# Herrenzimmern (Niederstetten)
Herrenzimmern ist ein Stadtteil von Niederstetten im Main-Tauber-Kreis im Nordosten von Baden-Württemberg.

## Geographie
Herrenzimmern liegt nordwestlich des Stadtkerns von Niederstetten an der Kreisstraße K 2852. Westlich verläuft die B 290. Mitten im Ort mündet der Pfitzinger Bach in den Aschbach. In der in diesem Bereich entstandenen Talweitung erstreckt sich der Ort mit unregelmäßigem Grundriss. Der Siedlungsschwerpunkt liegt jedoch am Gegenhang. Zur Gemarkung der ehemaligen Gemeinde Herrenzimmern gehören das Dorf Herrenzimmern (⊙) und wenig bachabwärts vom Ortsende das Gehöft Untere Mühle (⊙) sowie die abgegangenen Ortschaften Greifenbronn und Helmpach.

## Geschichte
Der Ort wurde um 1219/20 erstmals als Zimbere(n) (= gezimmerte, das heißt aus Holz errichtete Häuser) erwähnt. Es handelt sich um einen Weiler der frühmittelalterlichen Ausbauzeit. Die ältesten Erwähnungen sind jedoch angesichts des nahe gelegenen Ortes Vorbachzimmern nicht in allen Fällen eindeutig zuweisbar. Zur Unterscheidung von anderen, ähnlich klingenden Orten, wurde Herrenzimmern im 14. Jahrhundert (beispielsweise im Jahre 1347), aber auch noch später im 15. Jahrhundert (etwa im Jahre 1423) auch Wipperts- oder Wipprechtszimmern genannt (nach einem in der Ortsadelsfamilie häufigen Personennamen). Seit dem 15. Jahrhundert wurde der Ort jedoch meist als Herrenzimmern erwähnt. Die vor Ort von 1219 bis etwa 1400 ansässigen Herren von Zimmern entstammten der hohenlohischen Ministerialität. Die Herren von Zimmern besaßen einst eine Wasserburg im Süden des Orts, von der noch Gräben und Mauerreste erhalten sind. Im Jahre 1355 wurde Weyprecht von Zimmern durch Hohenlohe mit der Burg belehnt. Im Jahre 1402 verpfändeten die von Zimmern ihren Besitz an die Rothenburg. Im Jahre 1407 wurde der Besitz wiederum an den Deutschen Orden verpfändet, dem Albrecht von Hohenlohe im Jahre 1410 das Schloss des Ortes samt den Weilern Herrenzimmern und Rüsselhausen mit allen Rechten aus dem Lehensverband löste. Dies geschah jedoch unter dem Vorbehalt des Öffnungsrechts der Burg. Bereits im Jahre 1423 bis ins frühe 16. Jahrhundert besaßen die von Uissigheim den Ort wieder unter hohenlohischer Lehensherrschaft. Das Dort und der Vorhof der Burg wurden im Jahre 1450 von den Rothenburgern verbrannt. Seit 1533 gelangte der Ort Herrenzimmern gemeinsam mit Rüsselhausen zum später hohenlohe-pfedelbachischen Amt Pfitzingen. Dieses wurde wiederum nach dem Aussterben dieser Linie im Jahre 1728 mit dem Amt Bartenstein vereinigt. Im Jahre 1806 gelangte Herrenzimmern unter württembergische Landesherrschaft. Dort wiederum zum Oberamt Nitzenhausen, ab 1809 zum Oberamt Mergentheim und ab 1938 zum Landkreis Mergentheim. Der Ort gehörte anfangs zur Gemeinde Pfitzingen, war jedoch seit 1831 selbständige Gemeinde. Am 1. Juli 1972 wurde Herrenzimmern nach Niederstetten eingemeindet.

## Religion
Der Ort ist überwiegend evangelisch geprägt und gehörte kirchlich anfangs möglicherweise zu Markelsheim, später zu Pfitzingen. Die Katholiken gehören zu Apfelbach.

## Wappen
Wappenbeschreibung: „In Gold ein blauer Pfahl.“

## Kultur und Sehenswürdigkeiten

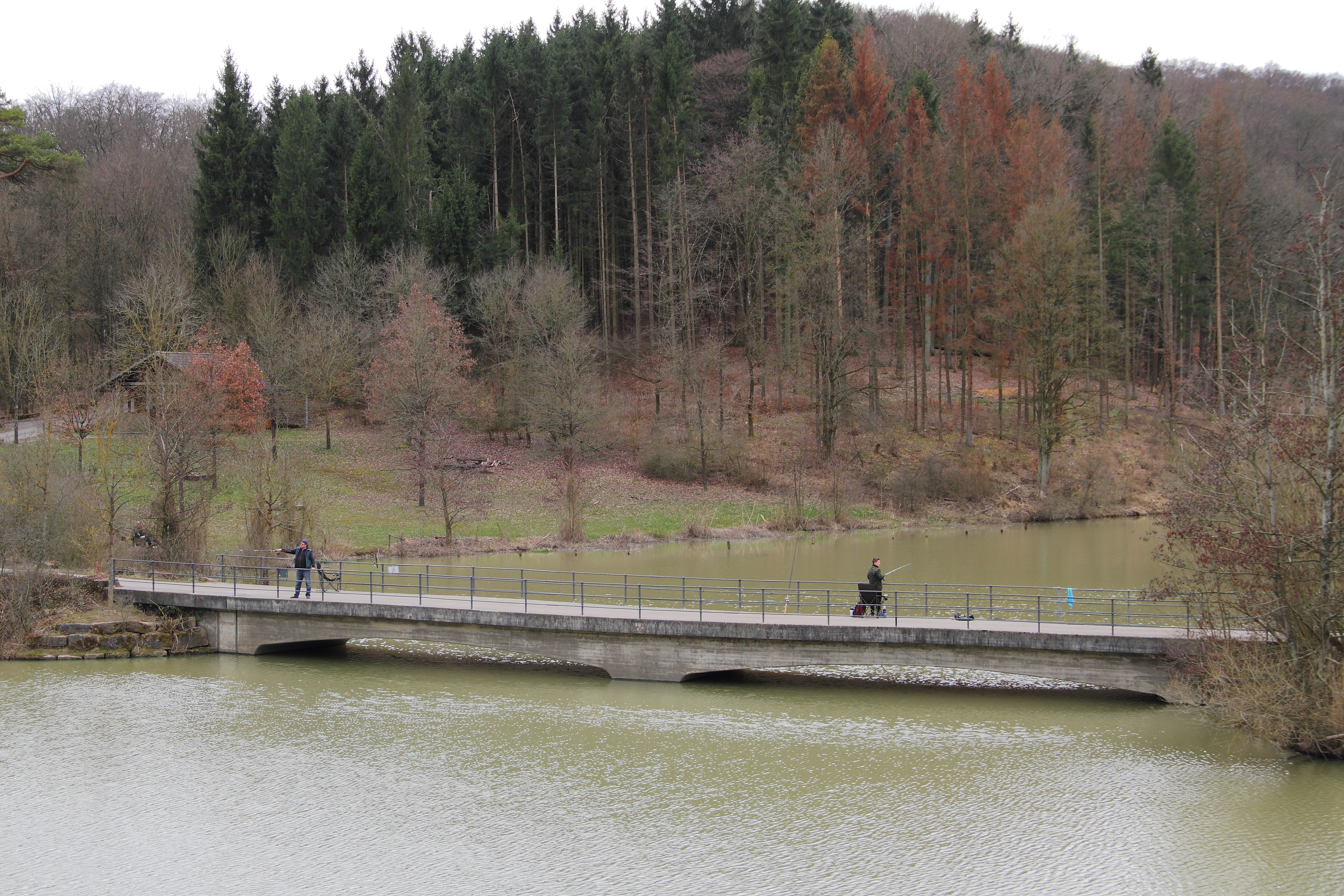
Der Aschbachsee, ein Badesee bei Herrenzimmern

### Aschbachsee
Der Aschbachsee ist ein frei zugänglicher Badesee bei Herrenzimmern.